# Рампа для аварійної зупинки автомобіля

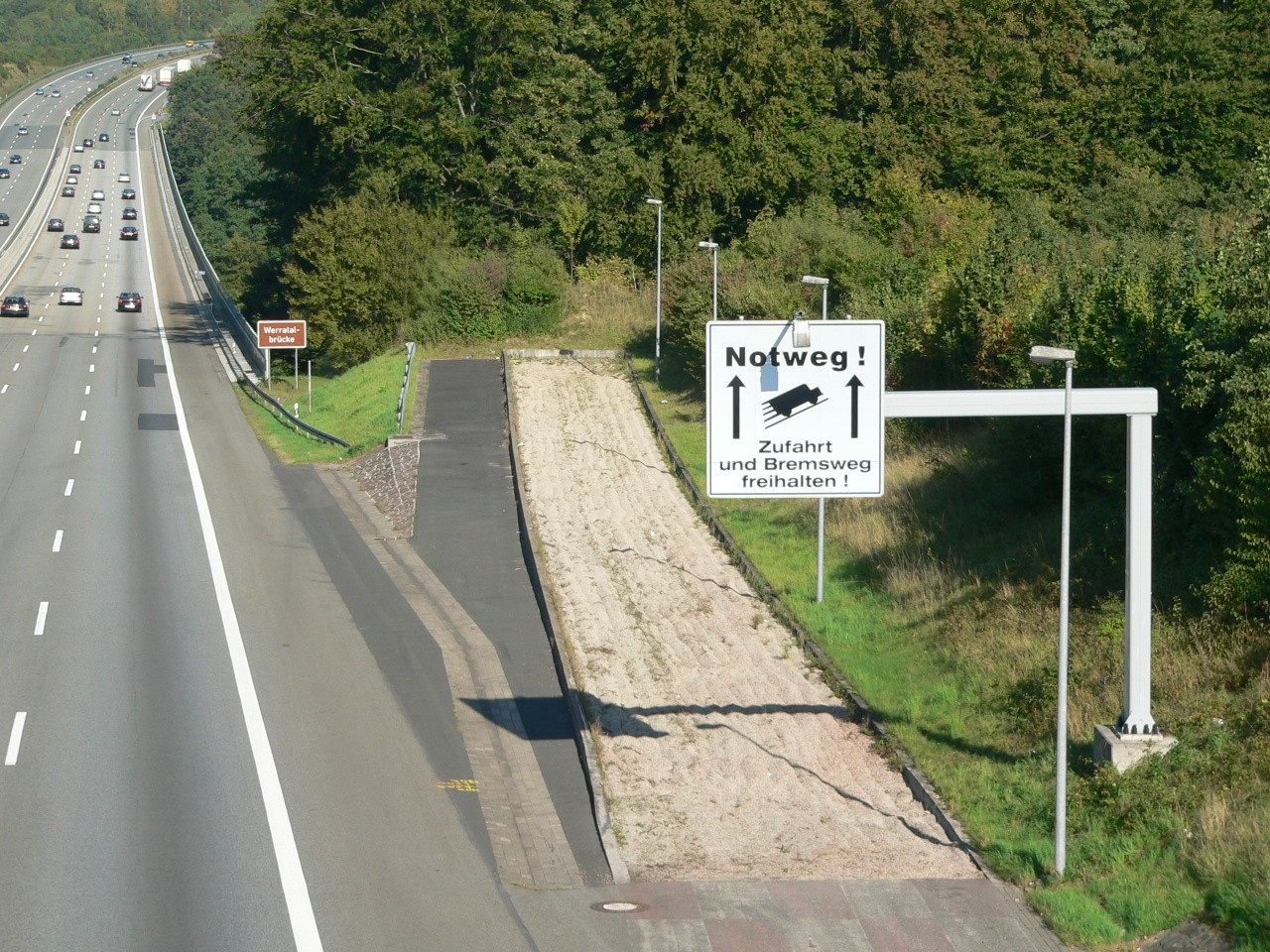
Рампа для аварійної зупинки автомобіля. Німеччина.

Рампа для аварійної зупинки автомобіля — спеціальна ділянка дороги, яка дозволяє транспортним засобам, які мають проблеми із гальмуванням, безпечно зупинятися. Зазвичай це довга смуга, засипана піском або гравієм, з'єднана зі стрімкою частиною основної дороги під гору і призначена для розміщення великих вантажівок або автобусів, авто. Рампа дозволяє кінетичну енергію рухомого транспортного засобу поступово розсіювати контрольованим та відносно нешкідливим способом, допомагаючи водію безпечно зупинити його без насильницької аварії.

## Галерея

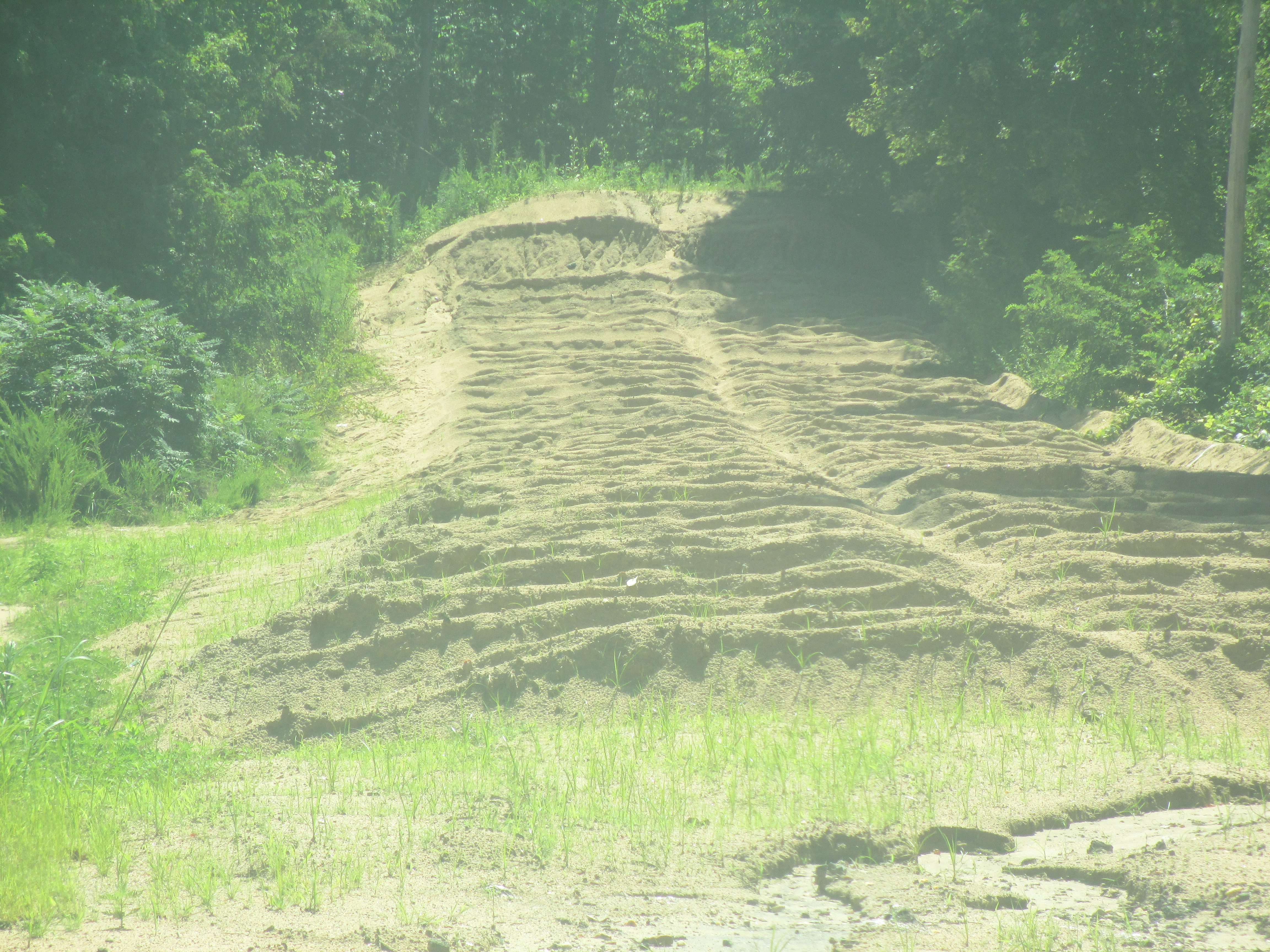
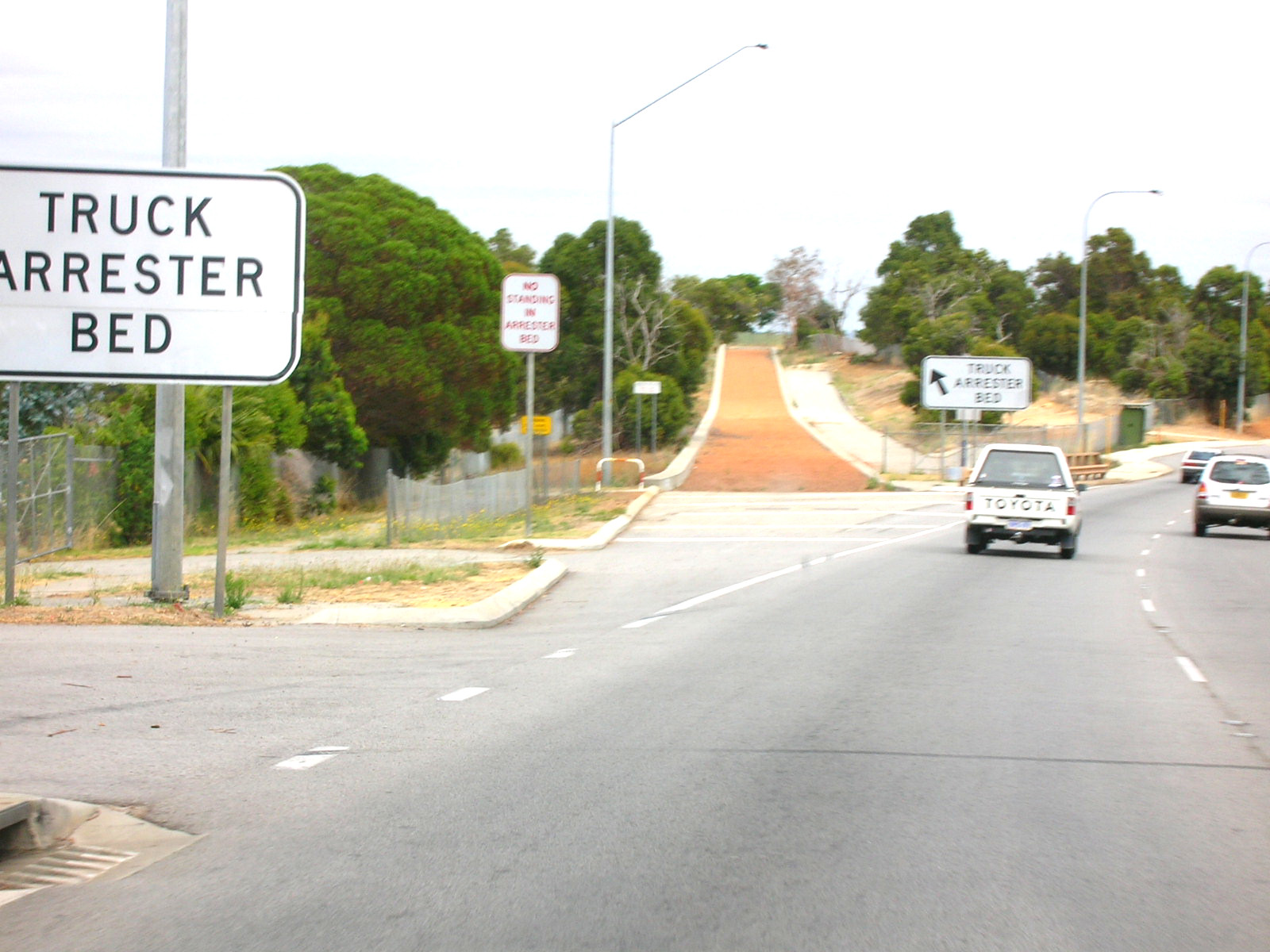
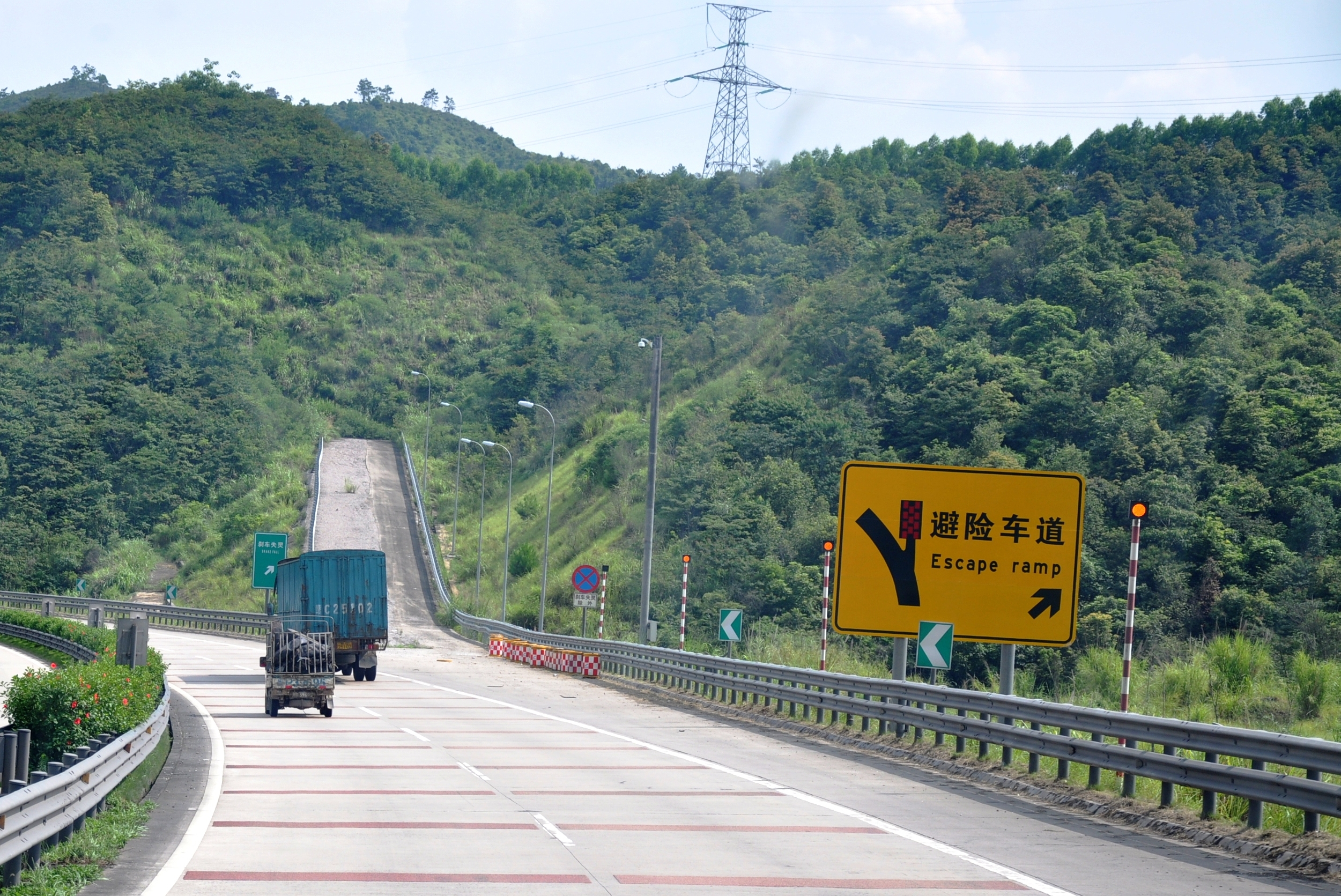
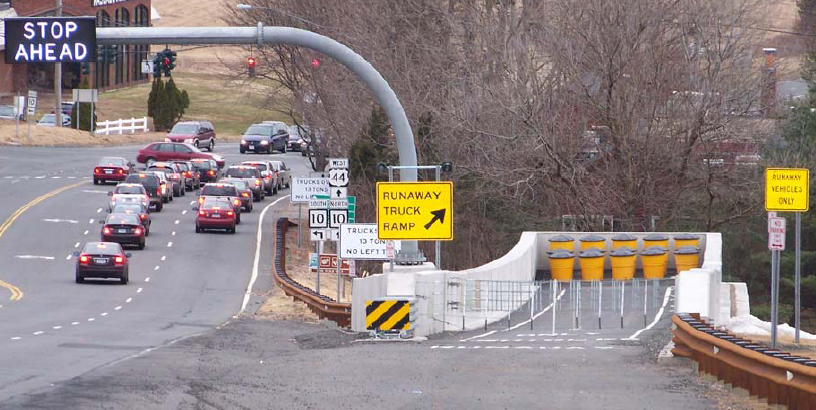
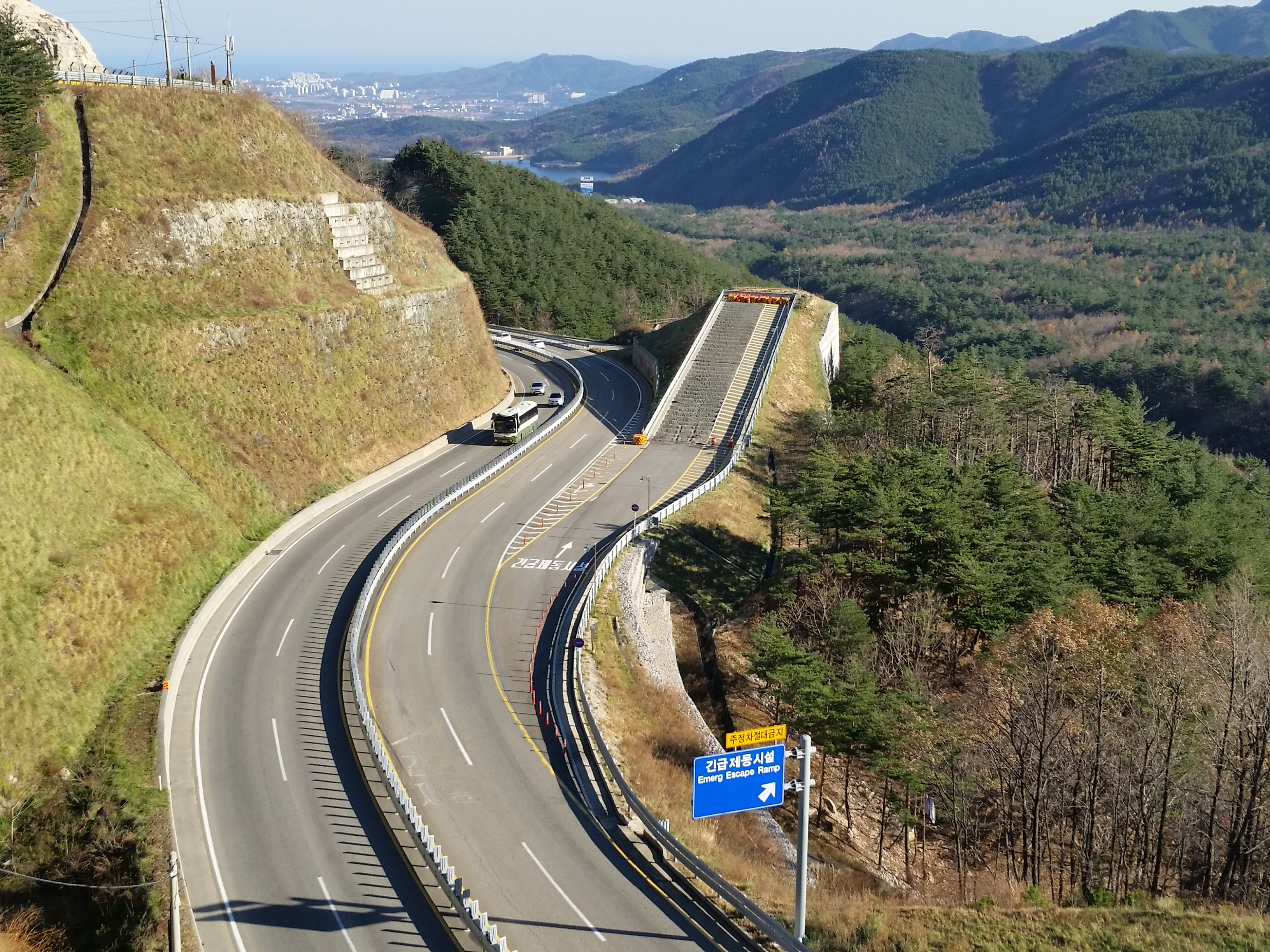
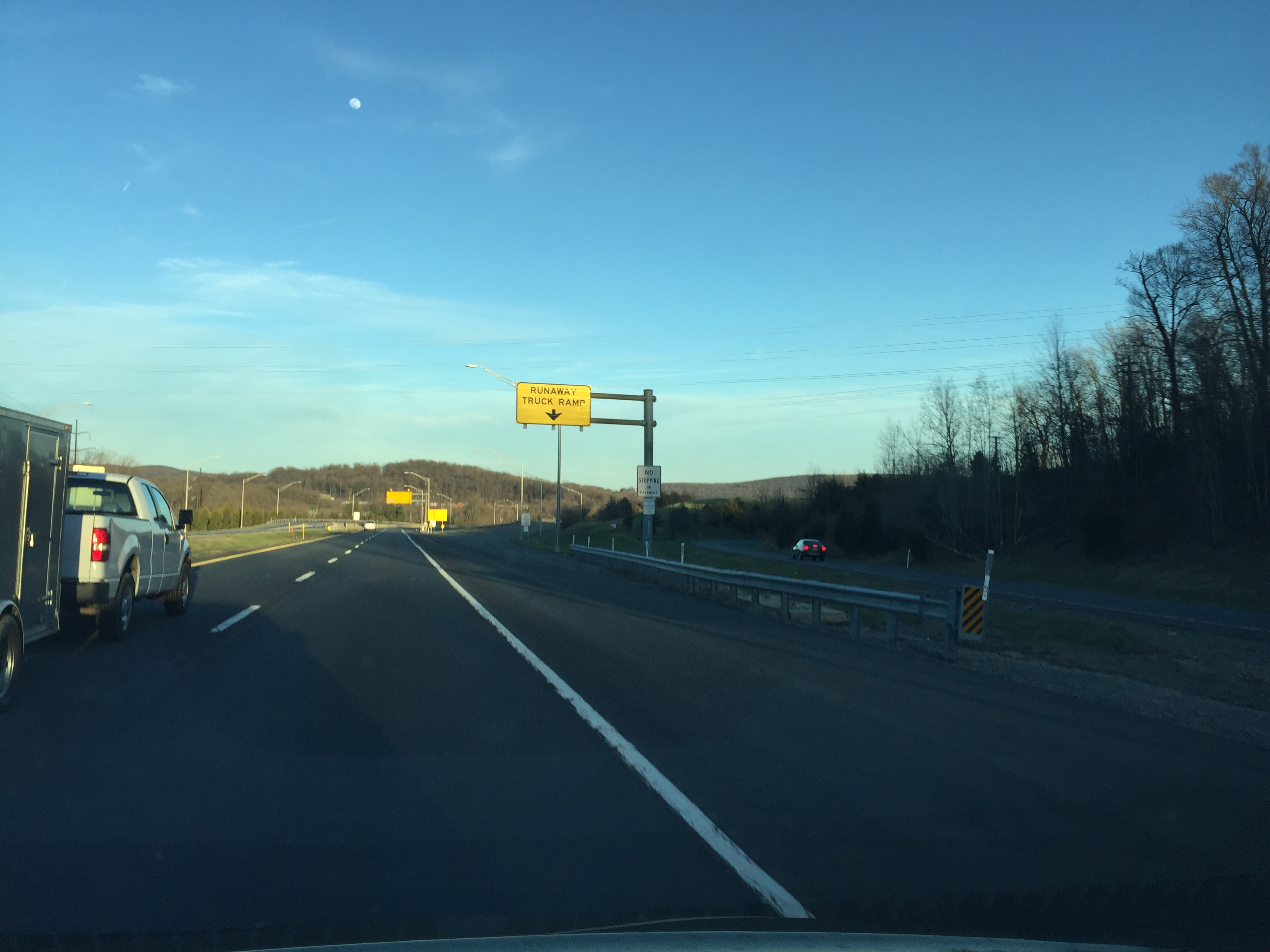
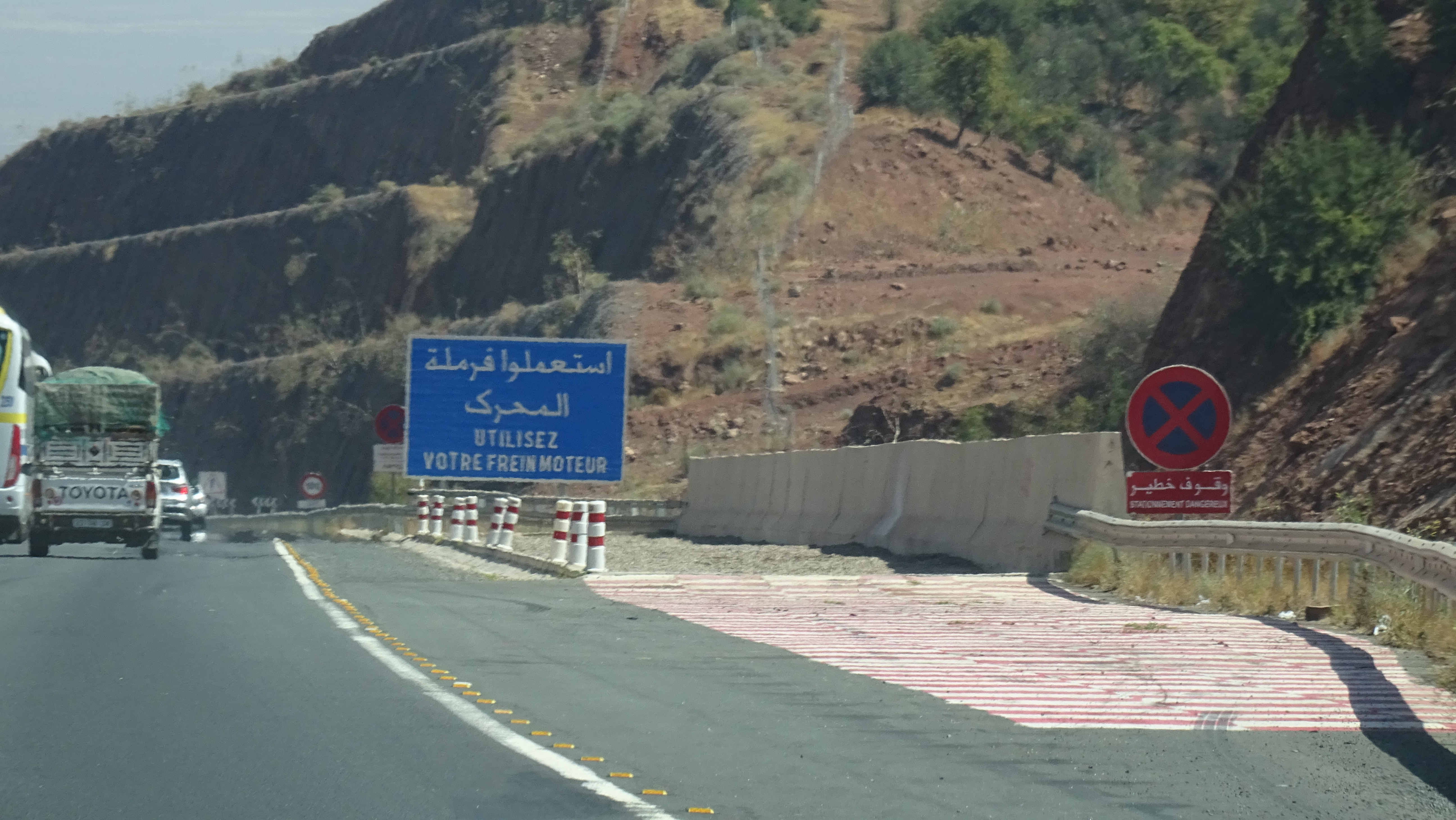
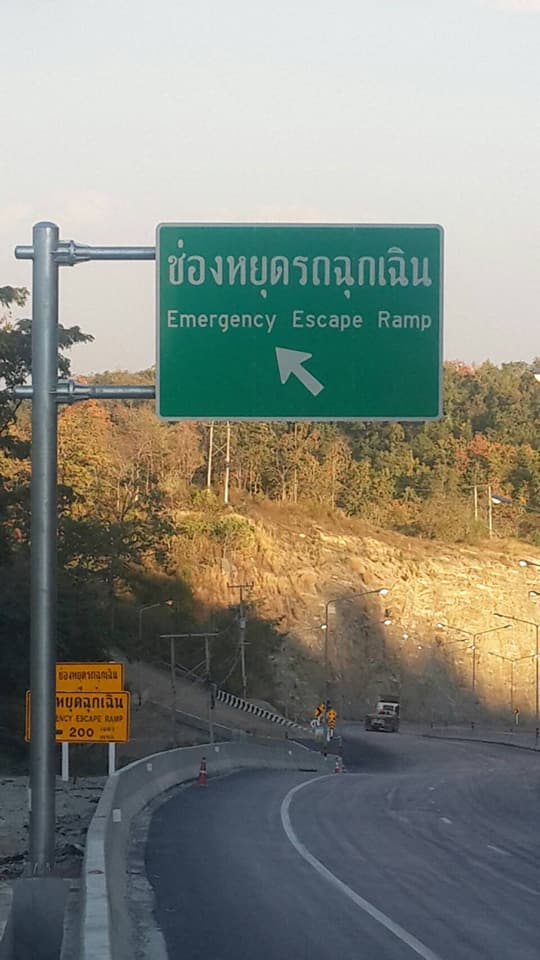
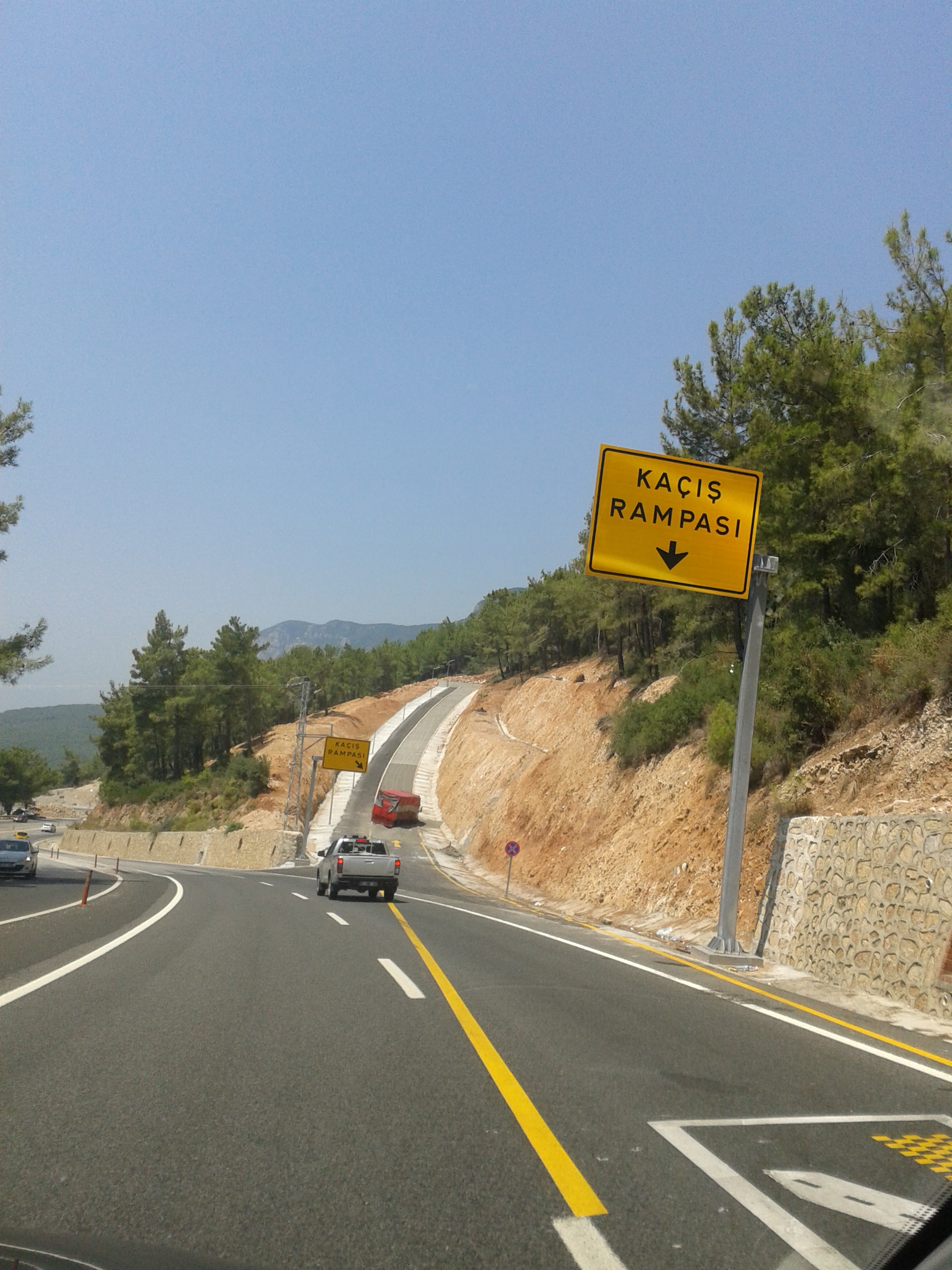
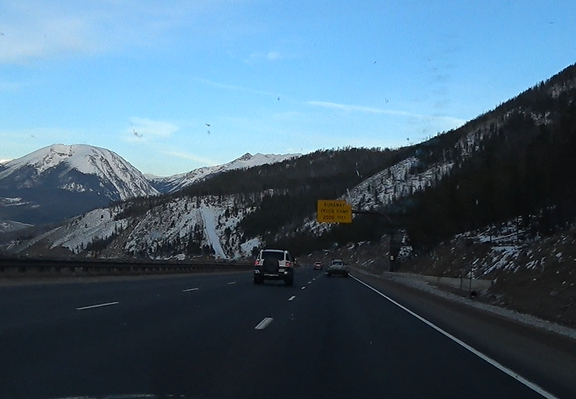
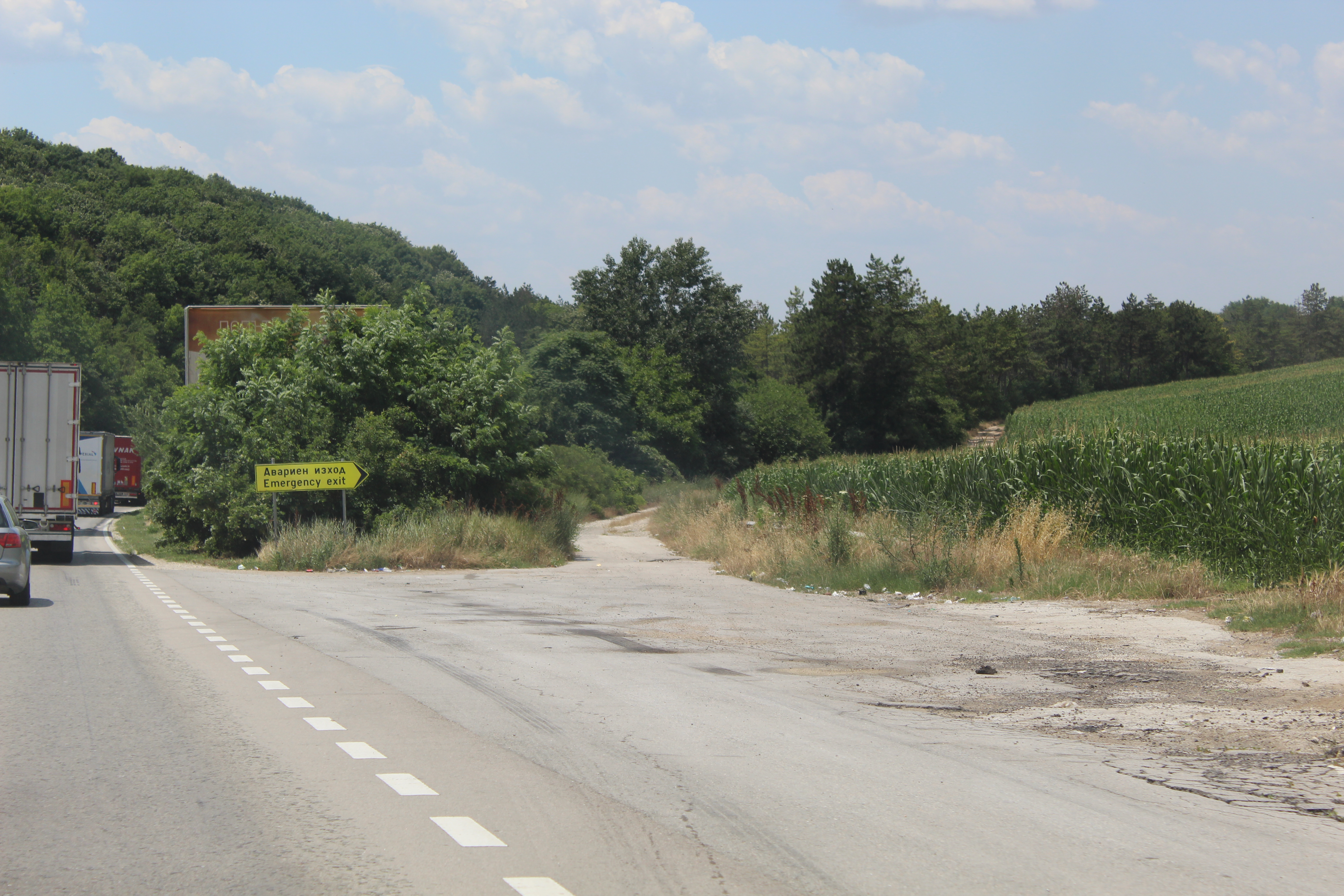